# Plecia coronata
Plecia coronata är en tvåvingeart som beskrevs av Hardy 1951. Plecia coronata ingår i släktet Plecia och familjen hårmyggor.
Artens utbredningsområde är Madagaskar. Inga underarter finns listade i Catalogue of Life.